# Adamari López
Adamari López (Humacao, 18 maggio 1972) è un'attrice portoricana.

## Biografia
Figlia di un necroforo, Luis López, Adamari iniziò la sua carriera a sei anni di età, accanto alla leggendaria attrice portoricana Johanna Rosaly ed al cantante venezuelano José Luis Rodríguez, El Puma, nella soap opera Cristina Bazan prodotta dal Canal 2 di Telemundo.

## Maturità e fama
Raggiunta la maggiore età, partecipò a numerosi spettacoli teatrali al Teatro Tapia, il principale e il più antico teatro di San Juan, destando l'attenzione di produttori messicani.
Viaggiò quindi in Messico, invitata ad esibirsi colà, divenne una star anche in quel paese, lavorando in molte tra le più importanti soap opera, tra cui Camila e la più celebre in assoluto, Amigas y Rivales. López ha avuto un ruolo anche in Mujer, Casos de la Vida Real, dove interpretava la vittima di uno stupro che in seguito diventava lesbica.

## Filmografia

### Cinema
- La guagua aérea, regia di Luis Molina Casanova (1993)
- Linda Sara, regia di Jacobo Morales (1994)
- Héroes de otra patria, regia di Iván Dariel Ortiz (1996)
- Paradise Lost, regia di Herb Freed (1999)

### Televisione
- María Eugenia – serial TV (1981)
- Yo sé que mentía – serial TV, 92 episodi (1982-1983)
- Diana Carolina – serial TV, 5 episodi (1984)
- El ángel del barrio – serial TV (1986)
- Aventurera – serial TV (1990)
- Natalia – serial TV (1991)
- Tres destinos – serial TV, 1 episodio (1993)
- Señora Tentación – serial TV, 1 episodio (1994)
- Al son del amor – serial TV, 61 episodi (1995)
- La noche en que apareció Toño Bicicleta, regia di Vicente Castro – film TV (1997)
- Sin ti – serial TV, 90 episodi (1997-1998)
- Camila – serial TV, 90 episodi (1998-1999)
- Locura de amor – serial TV, 115 episodi (2000)
- Amigas y rivales – serial TV, 106 episodi (2001)
- La noche que tumbaron al campeón, regia di Vicente Castro – film TV (2002)
- Gata salvaje – serial TV, 5 episodi (2002-2003)
- Mujer de madera – serial TV, 205 episodi (2004-2005)
- Bajo las riendas del amor – serial TV, 1 episodio (2007)
- Alma de hierro – serial TV, 389 episodi (2008-2009)
- El Tatuaje, regia di Gustavo Bolívar Moreno – film TV (2016)
- La Fan – serial TV, 7 episodi (2017)
- La Suerte de Ada – serial TV, 9 episodi (2021)
- Asi Se Baila – serial TV (2021)